# Козицкий, Ежи
Ежи Марьян Козицкий (Ежи Дунин-Козицкий) (пол. Jerzy Marian Kozicki (Jerzy Dunin-Kozicki); 24 января 1890, Тернополь — 10 января 1952, Краков) — польский инженер-нефтяник, предприниматель, общественный деятель, политик, депутат Сейма четвертого созыва (1935-1938) времен Второй Речи Посполитой.

## Биография
Был сыном доктора права и судьи Бережан Влодзимежа Дунина-Козицкого и Марии Соханик. Впоследствии его отец женился во второй раз на Хелене Гостковской — дочери железнодорожного инженера, профессора и ректора Львовской Политехники Романа Гостковского.
Окончил гимназию в Коломые, после чего изучал химию в Цюрихском университете и машиностроение в Цюрихском политехническом институте, где в 1913 году получил диплом инженера. В 1915 году в Грацском университете получил степень доктора по органической химии.
В 1913—1917 годах заведовал лабораторией и был главным механиком Государственного завода нефтепродуктов (пол. Państwowa Fabryka Olejów Mineralnych) в Дрогобыче (впоследствии известного как «Polmin»), в промежутке с 1917 по 1919 год работал техническим директором нефтеперерабатывающего завода в Горлице, а в 1919—1923 годах — главным директором «Polmin». На этой должности провел модернизацию производственных линий, проложил трубопроводы из Дашавы до Дрогобыча и Борислава, вел строительство жилых комплексов и детских садов. В 1926—1933 годах работал директором дрогобычского нефтеперерабатывающего завода «Нефть», а затем — директором по вопросам нефтепереработки нефтяного концерна «Малопольша».
В 1923—1924 годах занимал должность доцента кафедры нефтяных технологий и газодобычи Львовской Политехники, которой заведовал профессор Станислав Пилат. В период 1923—1926 годов как доцент той же кафедры ездил в командировку в Венгрию на правах эксперта.
Был автором и соавтором многих патентов в области нефтепереработки. На основе одного из них в городе Едличе построена первая в Польше установка по деасфальтизации и депарафинизации остатков перегонки с помощью пропана.
Занимал много отраслевых и общественных должностей, был, в частности: членом правления Национального нефтяного общества, Союза производителей и переработчиков нефтепродуктов, АО «Пионер», Карпатского института геологии и нефти, «Польского нефтяного экспорта». Был советником Львовской торгово-промышленной палаты, заместителем директора Львовского аэроклуба и членом правления Малопольского автомобильного клуба. В 1927-1933 годах был членом Дрогобычского городского совета. Был почетным членом спортивного клуба «LKS Pogoń Lwów».
В юности был сторонником ПСП, позже связался с «санационным лагерем». Был членом Стрелкового союза.
На парламентских выборах 1935 года избран в польский сейм четвертого созыва (1935—1938) 39 992 голосами от избирательного округа №75, что охватывал Дрогобычский и Рудковский уезды. В сейме этого созыва работал в комитетах: бюджетном (с 1937 года был его членом, затем — заместителем члена), труда, промышленно-торговом и здоровья (1936).
Во время Второй мировой войны жил в Кракове, где был представителем варшавских частных фирм и помогал жене держать кондитерскую лавку «Телимена». После войны, в 1945 году, стал начальником бюро исследований и проектов Центрального правления промышленности жидких видов топлива, в 1945—1947 годах работал директором Объединения промышленности синтетических видов топлива, а в 1947—1949 годах — экспертом в Центральном правлении нефтяной промышленности и Варшавском инвестиционном банке. Затем работал экспертом по нефтеперерабатывающей отрасли и инвестициям в химической промышленности.

## Личная жизнь
26 сентября 1926 года вступил в брак с Софией Кирхмайер (1907-1978), от которой у него была дочь Мария, в замужестве — Заленская. София Кирхмайер-Козицкая после смерти мужа вышла замуж вторично (18 февраля 1964 года в Варшаве) за Антония Красицкого (1904-1986) — сына депутата Сейма Августа Красицкого.
Дедом (отцом матери) Софии Кирхмайер был польский педагог, директор Краковской женской школы им. св. Схоластики Антоний Гетлих (1842-1915).